# Banja, Aranđelovac
Banja (izvirno srbsko Бања) je naselje v Srbiji, ki upravno spada pod Občino Aranđelovac; slednja pa je del Šumadijskega upravnega okraja.

## Demografija
V naselju živi 1779 polnoletnih prebivalcev, pri čemer je njihova povprečna starost 40,0 let (38,7 pri moških in 41,2 pri ženskah). Naselje ima 654 gospodinjstev, pri čemer je povprečno število članov na gospodinjstvo 3,39.
To naselje je, glede na rezultate popisa iz leta 2002, skoraj popolnoma srbsko, v času zadnjih treh popisov je opažen manjši porast števila prebivalstva.
|  |

| Demografija | Demografija     | Demografija     |
| Leto        | Št. prebivalcev | Št. prebivalcev |
| ----------- | --------------- | --------------- |
|             |                 |                 |
|             |                 |                 |
|             |                 |                 |
|             |                 |                 |
| 1948        | 1924            |                 |
| 1953        | 1940            |                 |
| 1961        | 1983            |                 |
| 1971        | 1884            |                 |
| 1981        | 1930            |                 |
| 1991        | 1933            | 1910            |
| 2002        | 2311            | 2246            |
|             |                 |                 |

| Etnična sestava po popisu iz leta 2002 | Etnična sestava po popisu iz leta 2002 | Etnična sestava po popisu iz leta 2002 | Etnična sestava po popisu iz leta 2002 | Etnična sestava po popisu iz leta 2002 |
| -------------------------------------- | -------------------------------------- | -------------------------------------- | -------------------------------------- | -------------------------------------- |
| Srbi                                   | Srbi                                   |                                        | 2.153                                  | 95,85%                                 |
| Romi                                   | Romi                                   |                                        | 51                                     | 2,27%                                  |
| Črnogorci                              | Črnogorci                              |                                        | 16                                     | 0,71%                                  |
| Rusi                                   | Rusi                                   |                                        | 3                                      | 0,13%                                  |
| Muslimani                              | Muslimani                              |                                        | 1                                      | 0,04%                                  |
| Bolgari                                | Bolgari                                |                                        | 1                                      | 0,04%                                  |
| Albanci                                | Albanci                                |                                        | 1                                      | 0,04%                                  |
| Neznano                                | Neznano                                |                                        | 2                                      | 0,08%                                  |